# Église Saints-Pierre-et-Paul de Dorengt
L'église Saints-Pierre-et-Paul de Dorengt est une église située à Dorengt, en France.

## Description

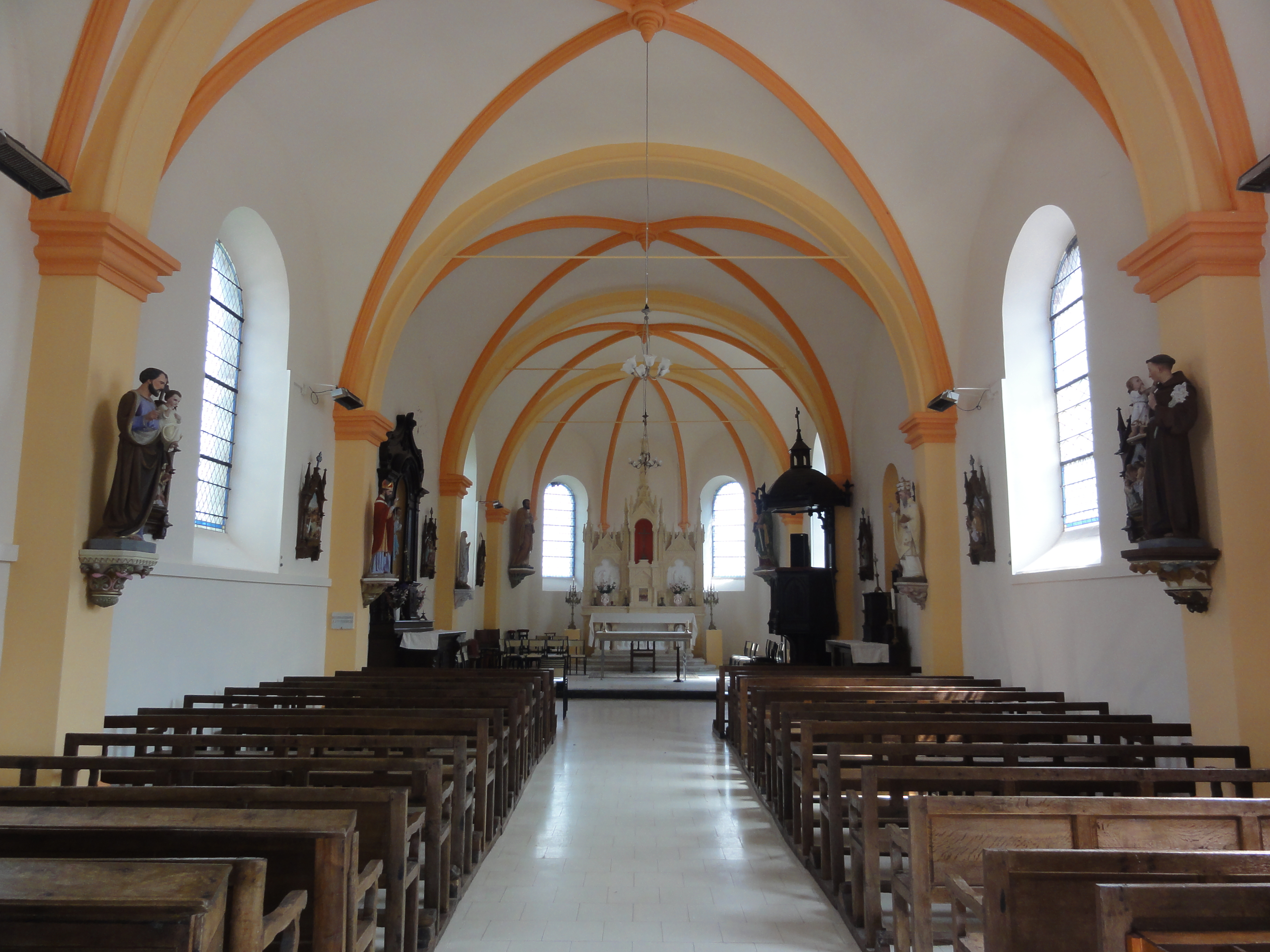
La nef.
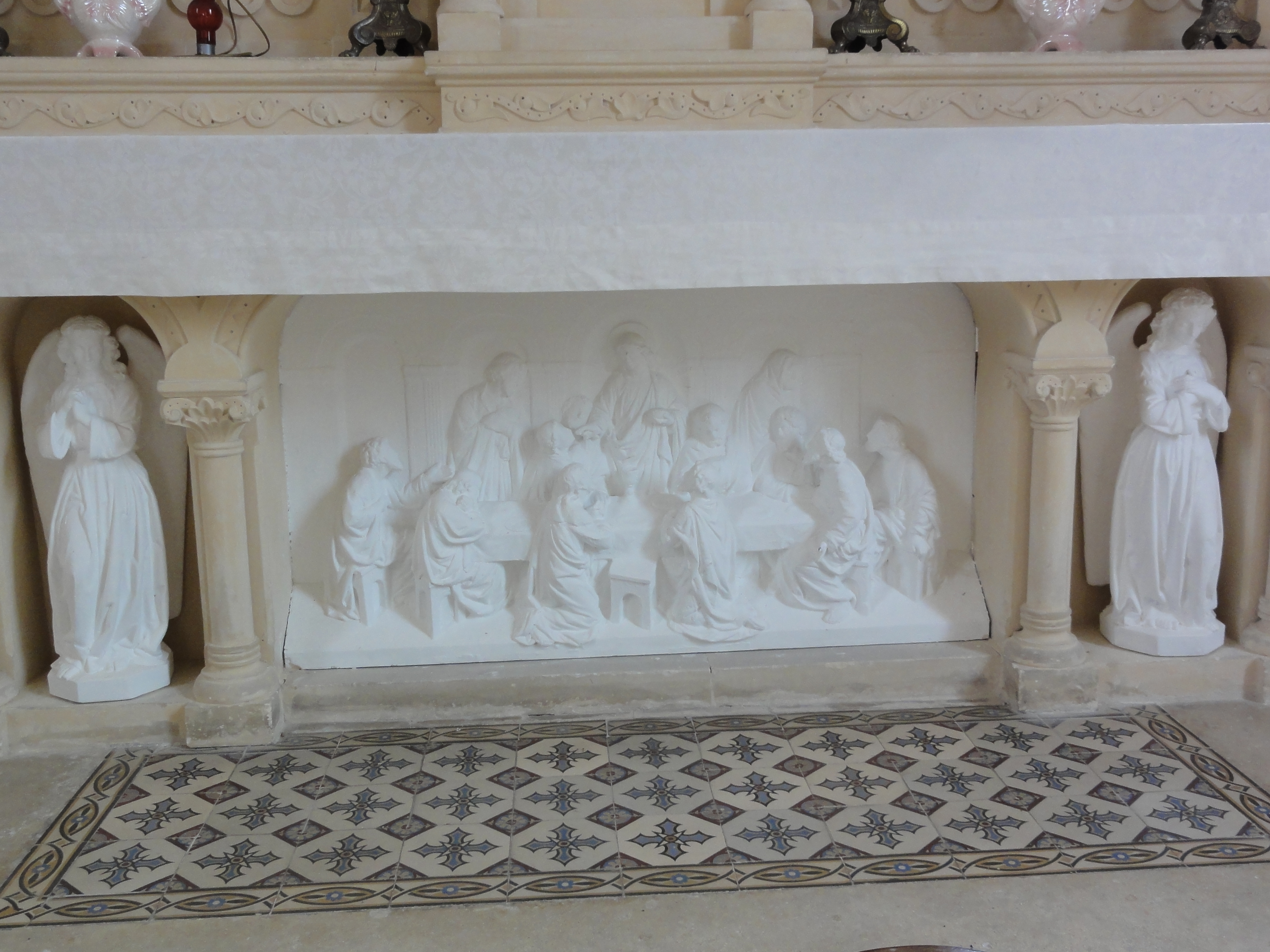
L'autel.
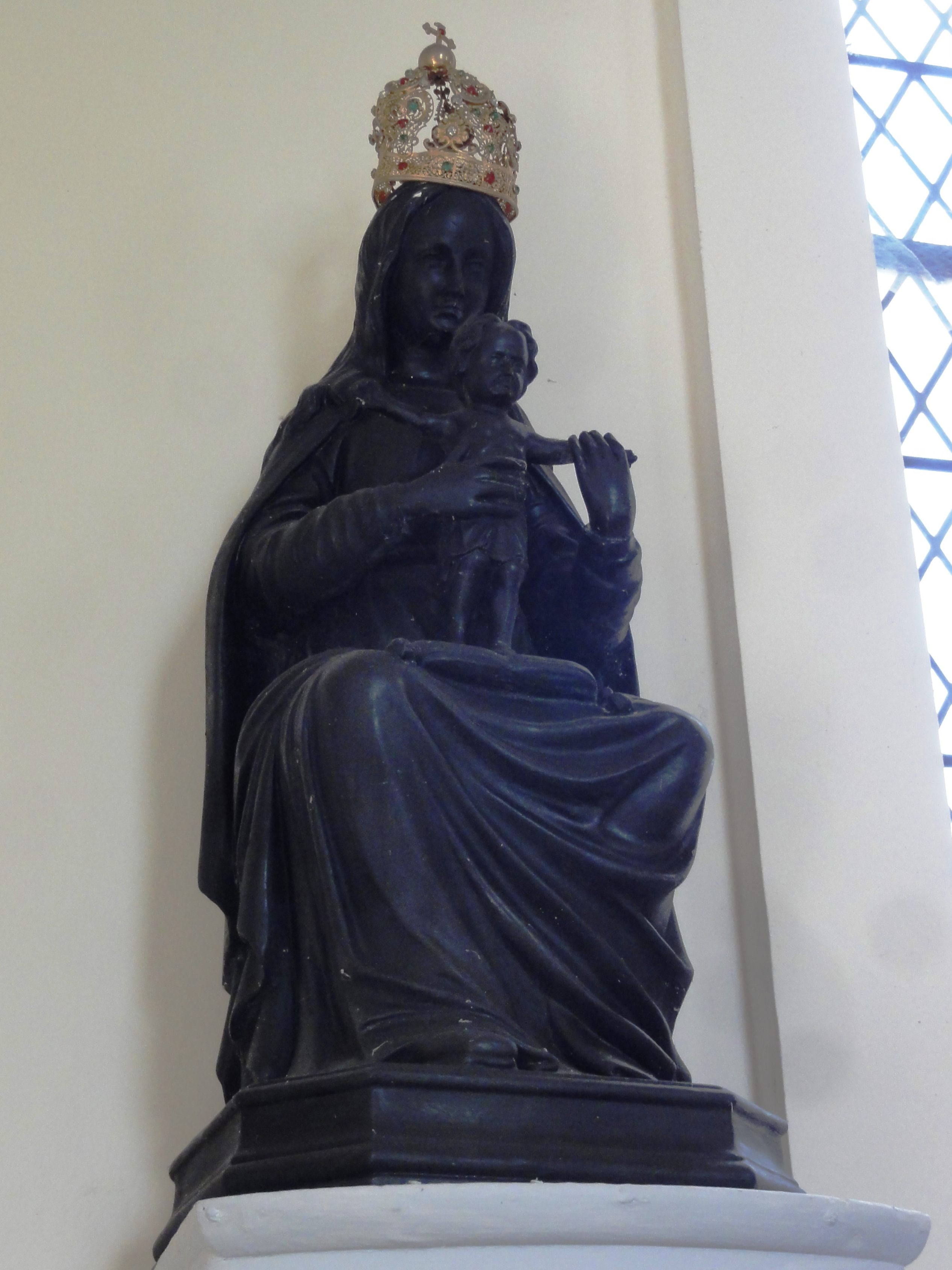
Statue de la Vierge noire.
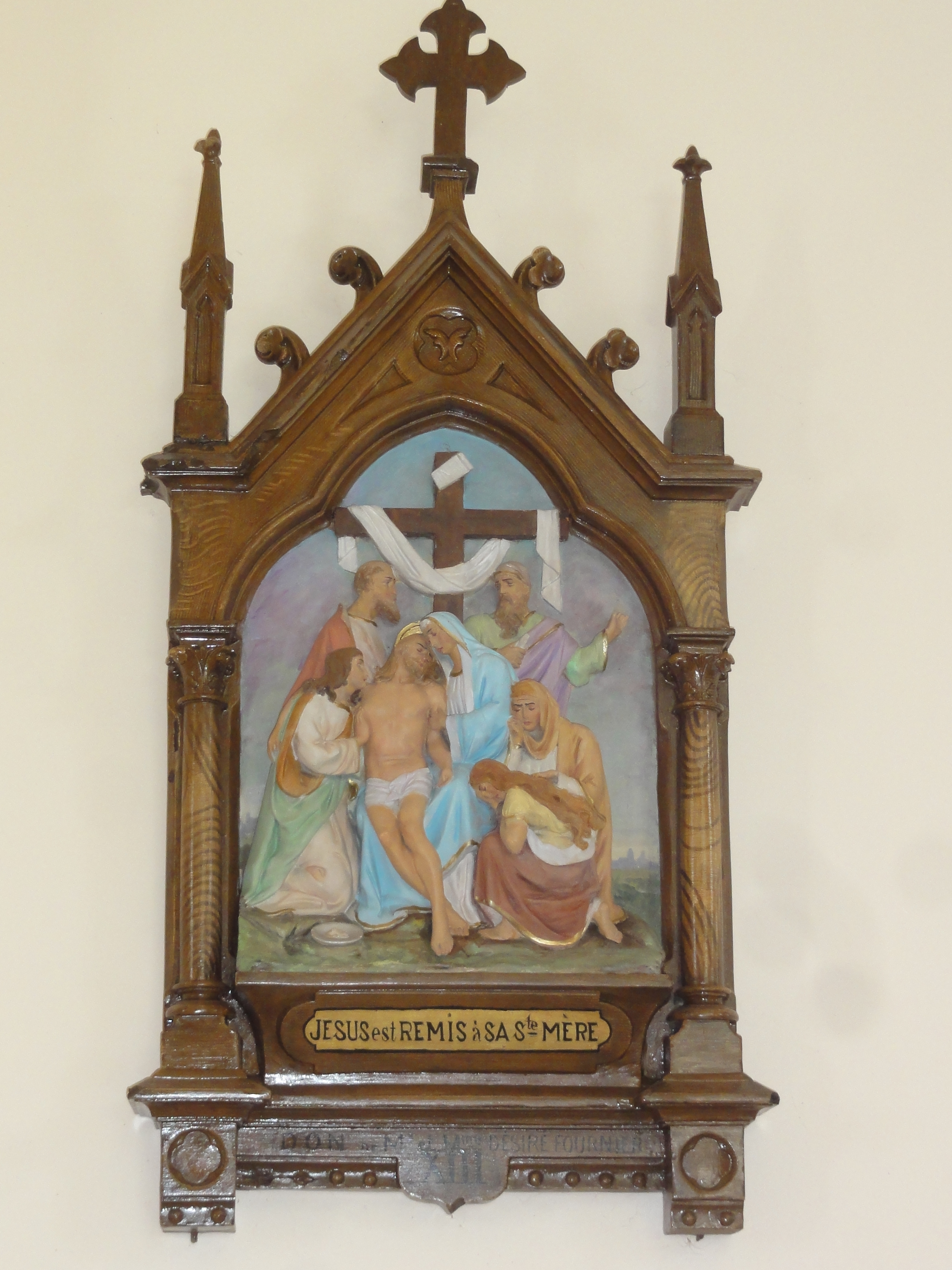
Chemin de croix, station 13, la descente de la croix.

## Localisation
L'église est située sur la commune de Dorengt, dans le département de l'Aisne.